# Miami United Football Club
O Miami United Football Club (mais conhecido simplesmente como Miami United, e popularmente pelo apelido de Jerseys) é uma agremiação futebolística estadunidense com sede na cidade de Miami. Tem como suas cores tradicionais o branco, o azul e o rosa e como seu maior rival esportivo o Miami Fusion. Atualmente disputa a National Premier Soccer League.

## História

### A fundação
O Miami United foi fundado em 2012 pelo italiano Roberto Saccà com a intenção de reunir a comunidade que gosta de futebol na cidade.

### 2013
A estreia oficial foi na National Premier Soccer League em 4 de maio de 2013, o Miami United bateu o Cape Coral Hurricanes por 3 a o pela Conferência Sunshine, que tinha outros três adversários. Após oito rodadas, o clube somou 11 pontos (3 vitórias, 2 empates, 3 derrotas) e terminou no terceiro lugar, atrás de Jacksonville United (classificado aos playoffs), que teve 20 pontos, e Georgia Revolution, com 14.

### 2014
Na segunda temporada, o Miami United passou invicto pela chave com 24 pontos em dez rodadas (7 vitórias, 3 empates, 0 derrotas), quatro de vantagem para o Jacksonville United. Assim, avançou para a fase final, ganhando do Storm por 2 a 1 e ficando com o título do grupo ao superar o Tampa Marauders por 3 a 2 na final.
Na fase decisiva da National Premier Soccer League, o time mediu forças com o Chattanooga, campeão da Conferência Sudeste. Mesmo atuando em casa, o Miami acabou sendo eliminado ao perder por 2 a 0. Apesar da derrota para o Chattanooga, o clube se classificou para a Copa dos Estados Unidos de 2015 por ter ficado em primeiro lugar na Conferência Sunshine.
Após a NPSL, o Miami United disputou amistosos com os clubes italianos Catania, Brescia e Novara. Venceu dois dos três jogos.

### 2015
Na temporada 2015, o Miami United jogou em janeiro, contra o campeão da Copa Libertadores da América de 2014 San Lorenzo de Almagro, a partida mais importante da sua curta história, mas pela National Premier Soccer League ficou distante do Miami Fusion, perdendo quatro das dez partidas disputadas e ficando com 18 pontos, sete atrás do adversário. O time de Miami Beach ainda jogou pela primeira vez a Copa dos Estados Unidos. Na primeira fase do torneio de mata-mata, a equipe passou pelo SW Florida Adrenaline, também da NPSL, por 2 a 1 em casa, com Sérgio Manoel no comando. Na etapa seguinte, porém, derrota de 1 a 0 para o Charleston Battery, da United Soccer Leagues Professional Division.
Na Primavera de 2015, anunciou uma parceria com os clubes Marítimo, de Portugal, e Osaka, do Japão.

### 2016
Em janeiro de 2016, o Miami United anunciou uma parceria com o HBO Tokyo, do Japão, e fechou com o meia Julio César de León, conhecido por Rambo, e com Adriano, o Imperador.

## Estatísticas
| Competição     | Competição               | Temporadas | Melhor campanha          | Estreia | Última | P | R |
| Estados Unidos | NPSL                     | 4          | Southern Regional (2014) | 2013    | 2016   |   | – |
| Estados Unidos | Lamar Hunt U.S. Open Cup | 1          | Segunda fase (2015)      | 2015    | 2015   |   |   |